# Tiberiu Dolniceanu
Tiberiu Dolniceanu (* 3. April 1988 in Iași) ist ein rumänischer Säbelfechter.

## Erfolge
Tiberiu Dolniceanu wurde 2009 in Antalya mit der Mannschaft Weltmeister. Im Anschluss gewann er mit ihr bei Weltmeisterschaften nochmals eine Silbermedaille sowie zwei Bronzemedaillen. Im Einzel sicherte er sich von 2013 bis 2015 dreimal in Folge Bronze. 2013 wurde er in Zagreb Europameister im Einzel. Bei den Europaspielen 2015 in Baku gewann er sowohl im Einzel als auch mit der Mannschaft die Silbermedaille. Zweimal nahm er an Olympischen Spielen teil: 2012 zog er in London mit der Mannschaft nach Siegen über China und Russland ins Finalgefecht ein, in dem die rumänische Equipe Südkorea mit 26:45 unterlag. Gemeinsam mit Rareș Dumitrescu, Florin Zalomir und Alexandru Sirițeanu erhielt er somit die Silbermedaille. Im Einzel belegte er den 21. Rang. Bei den Olympischen Spielen 2016 in Rio de Janeiro erreichte er das Viertelfinale der Einzelkonkurrenz, in der er sich dem späteren Olympiasieger Áron Szilágyi mit 10:15 geschlagen geben musste.